# Aalborg Værft

Aalborg Værft blev grundlagt i 1912 af brødrene Immanuel Stuhr og Peter Philip Stuhr.
Værftet blev i 1912 grundlagt som skibsværft under navnet Stuhrs Maskin- og Skibsbyggeri og var en udbygning af faderens virksomhed, men begyndte i 1919 at bygge skibskedler. Senere blev de to forretningsområder skilt ad til Aalborg Værft og Aalborg Boilers.
Fra 1937 og frem til værftets lukning i 1988 var værftet ejet af J. Lauritzen under navnet Aalborg Værft A/S. Inden da hed værftet Stuhrs Maskin- og Skibsbyggeri 1912-1922. Aalborg Skibsværft 1922-1927 og Aalborg Maskin- og Skibsbyggeri 1927-1937. 
I 2012 blev der udgivet hele 3 bøger om Aalborg Værft: "Værftet i Aalborg" Bind 1 og 2 af John Erik Olsen samt "Byens Værft" af Flemming Nielsen.

## Skibe bygget på Aalborg Værft
Antal nybygningsnumre: 249 - Ikke benyttede numre: 23
Før J. Lauritzens overtagelse: 57 nybygninger leveret.
Efter J. Lauritzens overtagelse: 169 nybygninger leveret.
Heraf bestilte J. Lauritzen selv 32 nybygninger
(15 ”Danbåde” – 15 ”Reefers” + Lotta og Nora)
I 1947 og 1955 afgav J. Lauritzen hvert af disse år 
ordrer på 4 nybygninger
Værftet fik ingen ordrer på nybygninger i 
1944, 1945, 1949, 1971, 1972, 1978, 1983.
Nedenfor udvalgte nybygninger
| Nybygningsnummer | Byggeår | Navn på fartøj          | Rederi                     |
| ---------------- | ------- | ----------------------- | -------------------------- |
| #42              | 1930    | M/F Heimdal             | DSB-rederi                 |
| #91              | 1951    | Nordlys                 | BDS                        |
| #93              | 1952    | Håkon Jarl              | NFDS                       |
| #98              | 1952    | Polarlys                | BDS                        |
| #104             | 1955    | Meteor                  | BDS                        |
| #106             | 1957    | Arabian Reefer          | J. Lauritzen               |
| #108             | 1958    | Belgian Reefer          | J. Lauritzen               |
| #121             | 1959    | Chilean Reefer          | J. Lauritzen               |
| Ukendt           | 1961    | M/S Nella Dan           | J. Lauritzen               |
| #122             | 1962    | Ecuadorian Reefer       | J. Lauritzen               |
| #134             | 1961    | Hals - Egense           | Hals - Egense Færgefart    |
| #144             | 1964    | M/F Prinsesse Elisabeth | DSB-rederi                 |
| #147             | 1964    | M/F Esbjerg             | DSB-rederi                 |
| #156             | 1964    | ALBA                    | Aalborg Havn               |
| #159             | 1965    | Goliath Thy             | Svitzer                    |
| #177             | 1968    | Italian Reefer          | J. Lauritzen               |
| #178             | 1970    | Nippon Reefer           | J. Lauritzen               |
| #182             | 1970    | Persian Reefer          | J. Lauritzen               |
| #183             | 1970    | Roman Reefer            | J. Lauritzen               |
| #200             | 1974    | Dana Regina             | DFDS                       |
| #201             | 1973    | Samoan Reefer           | J. Lauritzen               |
| #202             | 1974    | Tunisian Reefer         | J. Lauritzen               |
| #210             | 1978    | Dana Anglia             | DFDS                       |
| #213             | 1976    | Holger Danske           | DSB                        |
| #218             | 1979    | Olfert Fischer          | Søværnet                   |
| #219             | 1980    | Peter Tordenskiold      | Søværnet                   |
| #220             | 1977    | Goliath Carl            | Svitzer                    |
| #225             | 1979    | Canadian Reefer         | J. Lauritzen               |
| #226             | 1980    | Ecuadorian Reefer       | J. Lauritzen               |
| #240             | 1980    | Goliath Gøl             | Svitzer                    |
| #234             | 1981    | Luksuslineren Tropicale | Carnival Cruise Lines, USA |
| #246             | 1985    | Luksuslineren Holiday   | Carnival Cruise Lines, USA |

## Associerede virksomheder
Efter 1988 har værftsgrunden lagt bygninger og grund til forskellige virksomheder og grupper:
- Danyard,
- Aalborg Stålkonstruktion,
- Aalborg Industries (Boilers),
- Nordjysk Industri Service (NIS),
- Dansk Jernbane-Klub (Limfjordsbanen)

Værftområdet blev i 2005 ryddet og den eneste af de gamle bygninger der overlevede var maskinværkstedets bygning fra 1918 tegnet af Ejnar Packness, som var arkitekten bag flere markante bygninger i Aalborg.
I dag er der blevet bygget boliger og kontordomiciler på grunden.
Værftets tørdok er blevet bevaret som kanal. 
Søfartsmuseet "Springeren - Maritimt Oplevelsescenter" i Aalborg har en stor afdeling om Aalborg Værft
57°01′44″N 9°55′04″Ø / 57.028811°N 9.917771°Ø